# Limanu
Limanu (türkisch Karaçuklu) ist eine Gemeinde im Kreis Constanța in Rumänien und liegt in der historischen Region Dobrudscha.

## Geschichte
Limanu wurde 1863 von türkisch-tatarischen Siedlern gegründet.

## Bevölkerung
Bei der Volkszählung von 2002 wurden 4747 Personen, darunter 4180 Rumänen, 297 Lipowaner, 186 Tataren, 59 Roma, 13 Ungarn und 8 Türken gezählt. 4235 Personen sind orthodoxe Christen, 261 altgläubige Christen, 195 Muslime, 22 Baptisten, 13 Mitglieder der Pfingstgemeinde und 12 römische Katholiken.
Der Ort selbst hatte 2300 Einwohner; die Bevölkerung der Gemeinde, die auch die Dörfer Vama Veche, 2 Mai und Hagieni umfasst, betrug 2004 4771 Einwohner.

## Sehenswürdigkeiten
- Die naheliegende Kalksteinhöhle Limanu[3]

## Persönlichkeiten
- Ion Bitzan (1924–1997), Maler